# کارلوس سیسنروس
کارلوس سیسنروس (اسپانیایی: Carlos Cisneros‎؛ زادهٔ ۳۰ اوت ۱۹۹۳) بازیکن فوتبال اهل مکزیک است.
از باشگاه‌هایی که در آن بازی کرده‌است می‌توان به باشگاه فوتبال گوادالاخارا اشاره کرد.
وی همچنین در تیم ملی فوتبال زیر ۲۳ سال مکزیک بازی کرده‌است.